# پابیلساگ
پابیلساگ (سومری: 𒀭𒉺𒉈𒊕 /pabilsaŋ/؛ و نیز لاتین‌نویسی به صورت Pabilsag) خدایی بین‌النهرینی بود.

## نام
چندین شکل نوشتن در خط میخی برای نام او دیده شده است.

## شخصیت و شمایل‌نگاری
سلاح او یک کمان بود.

## ارتباط با سایر خدایان

### نسب
والدین پابیلساگ انلیل (در راس پانتئون) و نینتور بودند که در این زمینه باید نینتور را با همسر انلیل (نینلیل) شناسایی کرد.

### پابیلساگ و نینیسینا
ارتباطی بین پابیلساگ با حلقه الهه‌های شفابخش بین‌النهرینی به خوبی گواهی شده است. او شوهر نینیسینا در نظر گرفته شده است. آنها یکی از چندین مثال از جفت‌های الهی در بین‌النهرین هستند که از یک الهه پزشکی و یک خدای جنگجو تشکیل می‌شوند.

## اساطیر
چنین تصور می‌شود که یک اسطوره طوفان سومری قطعه‌قطعه‌شده که قدیمی‌ترین تخمین زمان آن، دورهٔ بابلی باستان است بازتابِ سنتی باشد که در آترا-هاسیس و افسانه طوفان در حماسه گیلگمش دیده می‌شود. انتساب لاراک به پابیلساگ در بخش آغازین این روایت آمده که توصیف‌کننده انتساب پنج شهر به خدایان حامی مرتبط است (چهار شهر دیگر: اریدو، سیپار، باد-تیبیرا و شوروپاک هستند). خدای مسوول این امر انلیل است.

## یادداشت
1. ↑  در این زمینه باید با نینلیل شناسایی شود [۱]